# Aillon-le-Vieux
Aillon-le-Vieux este o comună în departamentul Savoie din sud-estul Franței. În 2009 avea o populație de 173 de locuitori.

## Evoluția populației
| An        | 1975 | 1982 | 1990 | 1999 | 2006 | 2009 |
| --------- | ---- | ---- | ---- | ---- | ---- | ---- |
| Populație | 169  | 155  | 156  | 169  | 173  | 173  |